# Velours côtelé
Pour les articles homonymes, voir velours (homonymie).

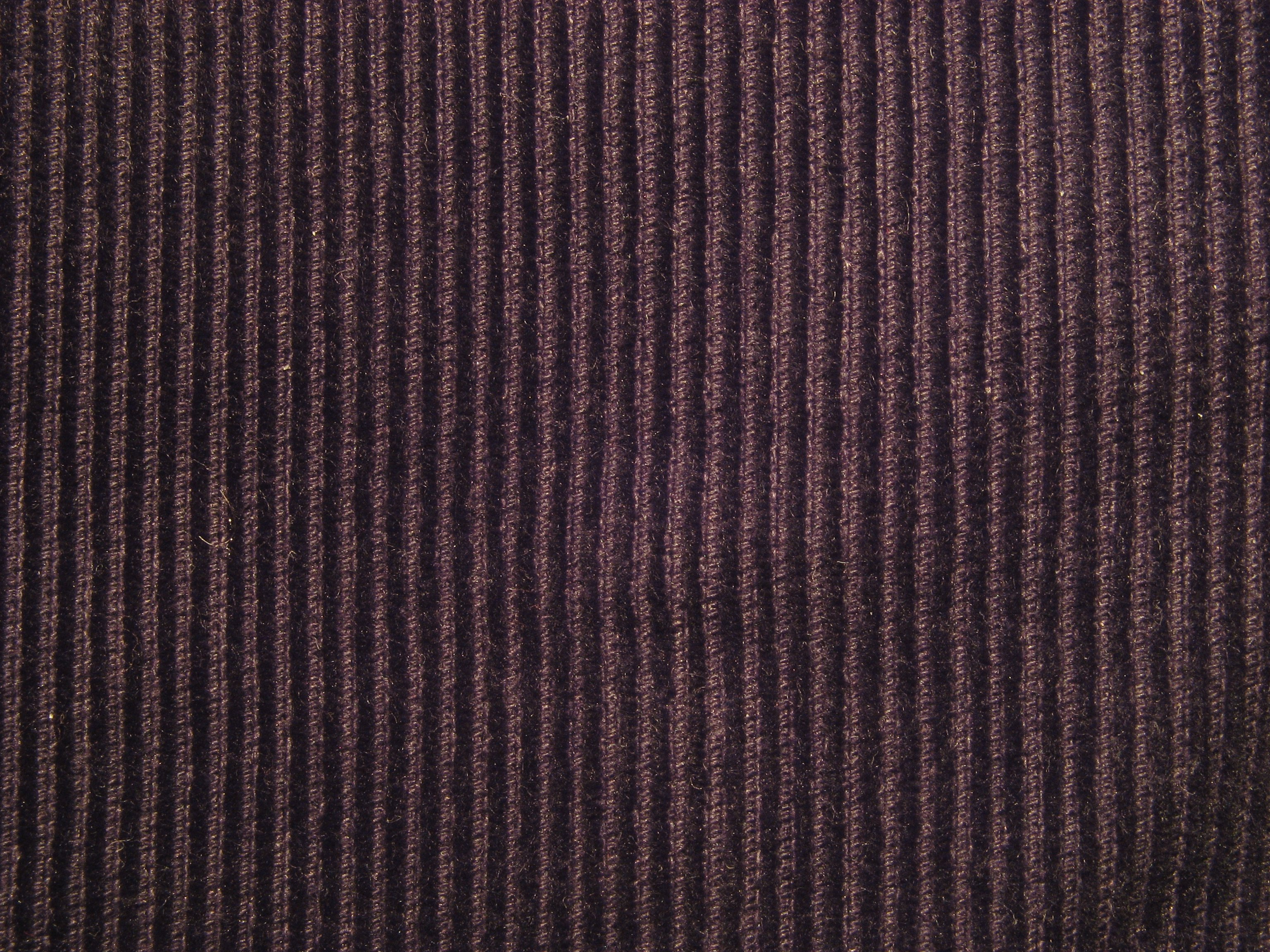
Velours côtelé en coton.

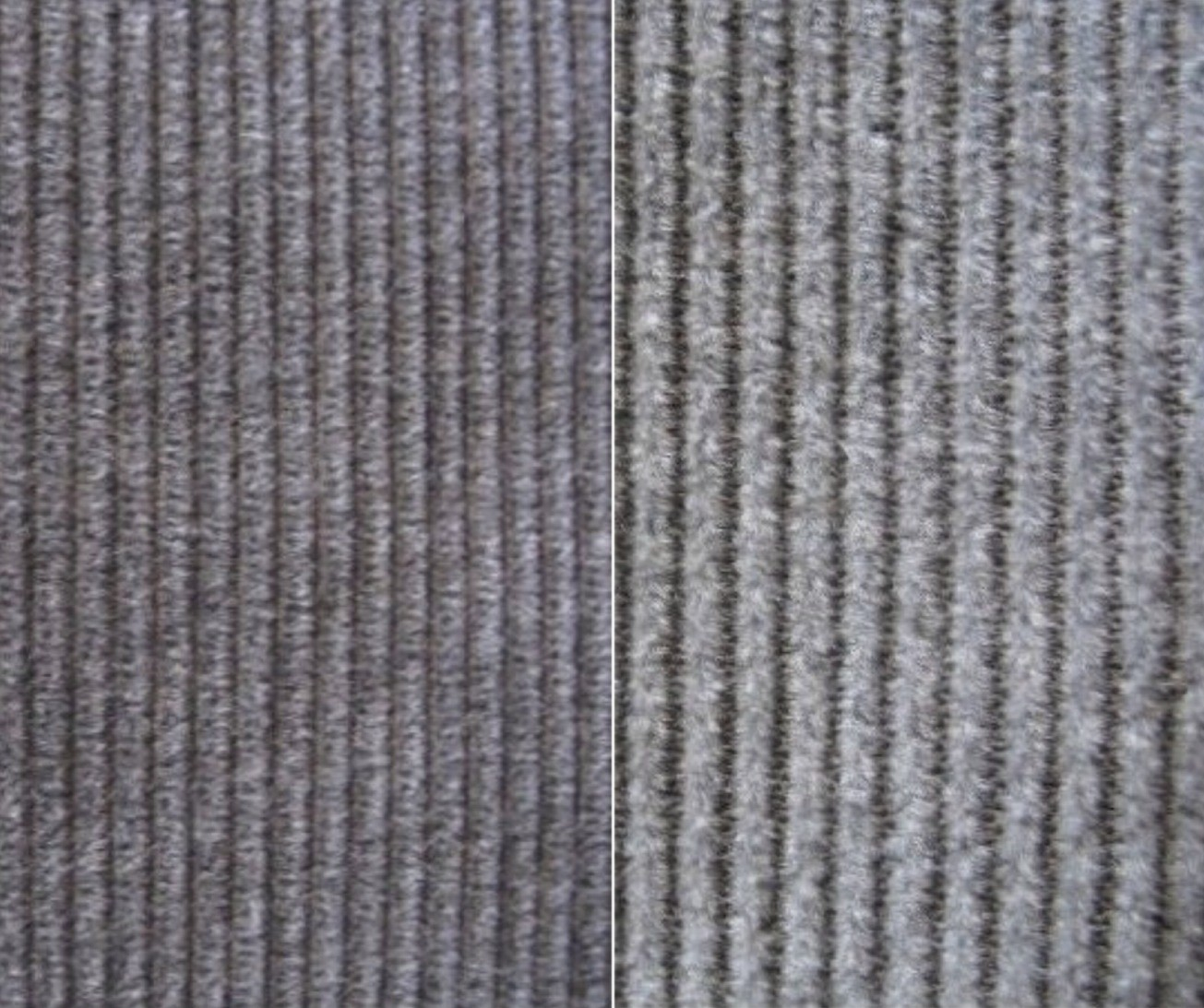
Velours côtelé en laine et coton.

Le velours côtelé, également appelé corduroy ou corderoy au Québec dans la langue familière, est un textile composé d'un côté de fibres torsadées qui, lorsqu'elles sont tissées, sont parallèles les unes aux autres (à la manière de rayures bayadères) et de l'autre de fibres rases et serrées. Le velours côtelé moderne est, en substance, une forme striée de velours.

## Description
Le velours côtelé est utilisé pour la fabrication de vêtements, le plus souvent des pantalons, vestes ou chemises. La largeur du cordon fait communément référence à la taille de la colonne de mailles, c'est-à-dire au nombre d'arêtes par pouce. Moins ce nombre est élevé, plus le velours côtelé sera épais. Le nombre d'arêtes par pouce peut varier de 1,5 à 21, mais la norme se situe entre 10 et 12. De grandes colonnes de mailles sont généralement utilisées pour les pantalons et le rembourrage de meubles (canapé principalement) ; un nombre moyen d'arêtes par pouce avec des colonnes de mailles étroites et fines est habituellement réservé aux vêtements portés au-dessus de la taille.

### Fabrication
Le velours côtelé est fabriqué par tissage de plusieurs séries de fibres dans un tissu de base dans le but de former des arêtes verticales appelées colonnes de mailles. Les colonnes de mailles sont assemblées de telle sorte que des lignes claires peuvent être vues.